# Hundert,6
Hundert,6 war einer der ersten beiden privaten Hörfunksender in Berlin.

## Geschichte

### Ulrich Schamoni
Der Berliner Radiosender Hundert,6 wurde 1987 von dem Filmemacher Ulrich Schamoni und mehreren mittelständischen Unternehmen gegründet und nahm am 10. April 1987 seinen Sendebetrieb auf. Das erste Funkhaus befand sich in der Paulsborner Straße, einige Jahre später erfolgte ein Umzug in ein neues Funkhaus am Katharina-Heinroth-Ufer. Der Sender erreichte in den ersten Jahren beachtliche Einschaltquoten.
In den ersten Jahren teilte sich Hundert,6 den Sendeplatz mit einem anderen Sender, den Neuen Sozialen Bewegungen nahestehenden Radio 100. Um sich von diesem und dessen Inhalten zu distanzieren, spielte Hundert,6 um 19 Uhr, dem damaligen Sendeschluss, die deutsche Nationalhymne. Der im Anschluss daran auf Sendung gehende alternative Betreiber konterte mit dem Geräusch einer Klospülung. Endete um 23 Uhr dann die Sendezeit von Radio 100, erklärte dieser Sender, dass nun, also mit dem erneuten Beginn der Sendezeit von Hundert,6, ein „18-stündiges Pausenzeichen“ (eben das Programm von Hundert,6) gesendet werden würde. Seit Radio 100 auf eine andere Frequenz wechselte (zuerst gemeinsam mit Radio in Berlin), war Hundert,6 ein 24-Stunden-Radio. Die Nationalhymne wurde auch nach der Umstellung auf den 24-Stunden-Betrieb, weiterhin um kurz vor 19:00 Uhr gespielt, wurde aber um eine Stationsansage erweitert. Anschließend folgten Nachrichten, danach die allabendliche Oldie-Sendung mit Liedern aus den 50er bis 70er Jahren.
Der Radiosender war mit seiner DDR-kritischen Berichterstattung den Machthabern im Osten ein Dorn im Auge, so dass im Jahr 1989 zeitweise die stündlichen Nachrichtensendungen mit Störsignalen übertönt wurden. Der Popularität von Hundert,6 im Osten tat dies jedoch keinen Abbruch.

### Georg Gafron
Schamoni schied 1992 aus. Danach übernahm Georg Gafron die Programmleitung und später auch die Geschäftsführung zusammen mit Klaus H. Röttger (Marketing/Sales). 1995 wurde Hundert,6 von Thomas Kirch gekauft. Der Sender war zeitweilig stark politisch gefärbt. Gerade in der Zeit, als Georg Gafron die Geschäftsführung innehatte, war der Sender in politischen Inhalten auf die CDU ausgerichtet. Der Regierende Bürgermeister Eberhard Diepgen sowie der CDU-Fraktionsvorsitzende im Berliner Abgeordnetenhaus, Klaus-Rüdiger Landowsky, waren bei Hundert,6 häufige Gäste. Im Berliner Wahlkampf 2001 hat Hundert,6 die Berliner vor einem Regierungswechsel zu einer Rot-Roten Koalition gewarnt. In der Folge startete der Sender eine Plakatkampagne „Keine Macht den Tätern!“, auf der vor allem Motive der Berliner Mauer zu sehen waren.

### Thomas Thimme
Im Rahmen der Krise der Kirch-Gruppe wechselte der Sender 2002 den Besitzer. Programmleiter und Geschäftsführer wurde Thomas Thimme, der in den 80er Jahren Geschäftsführer des in Insolvenz gegangenen Radio 100 war und in den 90er Jahren ENERGY 103,4 gründete.

### Insolvenz
Am 18. April 2005 beantragte Geschäftsführer Thimme für die Hundert,6 Medien GmbH beim Amtsgericht Charlottenburg die Insolvenz. Vorher wurde das alte Funkhaus am Katharina-Heinroth-Ufer in Berlin-Tiergarten über Nacht zur Firma Medialog verlegt, deren Geschäftsführer ebenfalls Thomas Thimme war und auf die Anfang 2005 die Sendelizenz übertragen worden war. Im Mai 2005 gab die Medialog die Lizenz für die Frequenz 100,6 MHz zurück. Da aber die insolvente Lizenzinhaberin, die Hundert,6 Medien GmbH, über keine technischen Möglichkeiten verfügte, sendete Medialog im Auftrag des Insolvenzverwalters vorerst weiter.
Ab dem 1. September 2005 sendete wieder die insolvente Gesellschaft mit einem Teil des ursprünglichen Teams, nachdem der Insolvenzverwalter Medialog den Auftrag entzogen hatte. Die Studios befanden sich in Berlin-Wannsee bei einem anderen Radiosender. Die Medialog sendet seitdem über ihre Frequenzen von Power Radio (UKW 88,3 MHz; UKW 91,8 MHz; UKW 92,7 MHz; UKW 93,3 MHz; UKW 94,4 MHz; UKW 95,2 MHz; UKW 95,3 MHz; UKW 97,0 MHz und UKW 98,2 MHz), die Nordost-Berlin, Nordbrandenburg und den Südost-„Speckgürtel“ von Berlin abdecken.
Um den Weg für diese Interessenten freizumachen, gab der Insolvenzverwalter die Lizenz zur Neuausschreibung an die Medienanstalt zurück. Unter den insgesamt 30 Investoren erteilte der Medienrat im Januar 2006 den Bewerbern Netzeitung und Motor FM den Zuschlag.

## Chefredakteure
- Gunnar Schupelius
- Thomas Schwarz

## Moderatoren
Moderatoren des Senders waren:
- Christian Blecken
- Bernhard Brink
- Hanno Bruhn
- Matthias Kayales
- Diana Richter
- Thommy Dartsch
- Oliver Dunk
- Britta Elm
- Detlev Frye
- Franziska Fuchs
- Sylke Gandzior
- Katharina Gerlach
- Rainer Gruhn
- Henning Hamann
- Dieter Thomas Heck
- Elisabeth Herrmann
- Nico Karasch
- Uly Köhler
- Gunnar König
- Michael Krüger
- Christoph Lemmer
- Lena Marquardt
- Nicole Massion
- Felix Moese
- Hape Müller
- Iris Paech
- Julian Patzak
- Knut Peters
- Gregor Rottschalk
- Jürgen Rummel
- Jürgen Schick
- Frank Schmeichel
- Uwe Schneider
- Thomas Schwarz
- Matthias Sebastian
- Harriett Simon
- Thomas Spilke
- Gabor Steiner
- Catharina Zinke
- Wolfgang Quitt
- Frank Weiss
- Christoph Stölzl